# Vougeot
Vougeot là một xã trong tỉnh Côte-d'Or, thuộc vùng Bourgogne-Franche-Comté của nước Pháp, có dân số là 187 người (thời điểm 1999). Vougeot nằm khoảng 16 km về phía nam của Dijon và giáp ranh về phía nam với Vosne-Romanée.

## Nhân khẩu học
| 1962 | 1968 | 1975 | 1982 | 1990 | 1999 |
| ---- | ---- | ---- | ---- | ---- | ---- |
| 158  | 164  | 178  | 197  | 176  | 187  |